# عنكبوت الماء مونمون
عنكبوت الماء مونمون (باليابانية: 水グモもんもん، بالروماجي: Mizugumo Monmon) (بالإنجليزية: Monmon the Water Spider)‏ هو فيلم أنمي ياباني قصير من تأليف وإخراج هاياو ميازاكي، ومن إنتاج استوديو استوديو غيبلي. عرض الفيلم في 3 يناير عام 2006 في متحف غيبلي في ميتاكا، وبلغت مدته 15 دقيقة.

## ملخص
تدور أحداث القصة عن عنكبوت الماء مونمون الذي وقع في حب بق الماء المتزحلق. على الرغم من خوفه منه في البداية، إلا أن بق الماء سرعان ما يعتاد على وجود العنكبوت.

## وصلات خارجية
- عنكبوت الماء مونمون على موقع IMDb (الإنجليزية)
- عنكبوت الماء مونمون على موقع ألو سيني (الفرنسية)
- عنكبوت الماء مونمون على موقع قاعدة بيانات الفيلم (الإنجليزية)
- عنكبوت الماء مونمون على موقع ليتربوكسد (الإنجليزية)
- عنكبوت الماء مونمون على موقع كينوبويسك (الروسية)
- عنكبوت الماء مونمون على موقع ANN anime (الإنجليزية)